# 風起
《風起》（日语：風立ちぬ），是日本吉卜力工作室動畫導演宮崎駿以在月刊《Model Graphix》上連載漫畫《風起 妄想重返》（風立ちぬ 妄想カムバック）所改編的電影動畫。2013年7月20日在日本公映。
本作是一部虛構的傳記電影，講述了日本航空工程師堀越二郎（1903-1982）的故事。堀越是一位設計師，他設計了九六式艦載戰鬥機及其後繼機型零式艦上戰鬥機，這些飛機在第二次世界大战期間由大日本帝國使用。此外，電影改編的同名漫畫也融合了兩個無關的來源元素：包括堀辰雄於1937年的半自傳小說《起風了》。
本片在日本上映後於2013年9月1日，由制片人在威尼斯电影节新闻发布会上發佈消息，宫崎骏已经正式宣布退休并在东京就此内容召开新闻发布会。后宫崎骏宣布复出，又製作了長篇動畫電影《你想活出怎樣的人生》。
《風起》發行後，其動畫、音樂、劇本和情感刻劃獲得媒體與影評界的好評，但在日本國內的反響兩極分化，正面的評論稱讚電影刻畫出時代的背景，但也有境內的民族主義者批評電影裡呈現的思想。電影本身因為涉及戰爭與武器主題，遭韓國的媒體與觀眾批判。本片獲選入圍第86屆奧斯卡金像獎最佳動畫片競賽，但最終輸給迪士尼出品的《冰雪奇緣》。

## 概要
劇情取材自零式艦上戰鬥機設計者堀越二郎的生平、以及小說家堀辰雄帶有自傳色彩之作品《風吹了》和《菜穗子》的內容。電影的故事虛實交錯，雖然堀越二郎身為戰機工程師一事的確是真人真事，但其與配偶的愛情與婚姻部分則是取材自小說情節的虛構內容。
此片名原名與堀辰雄小說《風起》的原名相同，而一詞則是堀辰雄在該小說裡翻自法國詩人保羅·瓦勒里的著作《海濱墓園》（Le cimetière marin）裡一句話、堀辰雄將其字句譯為「起风了、唯有努力試著生存」。

## 故事簡介
堀越二郎從小夢想設計出自己的飛機，翱翔天際，意大利著名航空公司创办人乔瓦尼·巴蒂斯塔·卡普罗尼是他梦想的启发者。他經歷了關東大地震及經濟大蕭條，乃至東京就讀东京帝国大学。畢業後，堀越二郎成了航空工業的菁英，並在輕井澤度假與以前在火車上邂逅的女孩菜穗子重逢。

在神秘的德國旅客-卡斯托普（カストルプ）的協助下，促成二郎與菜穗子的愛情姻緣，其之後因他故逃離日本秘密警察的追捕。

雖身患肺結核，但菜穗子仍一直支持、鼓勵二郎；在愛情的力量及努力不懈的精神驅使下，二郎終於實現夢想，研發出優異的九試單座戰鬥機。盡管菜穗子竭盡所能陪伴支持二郎，也享受著與二郎相處的時光，她的健康狀況仍然每況愈下。
後來，二郎開發出九六式艦載戰鬥機進行試飛，菜穗子自知不久於人世，於是決定獨自返回療養院，留下給二郎、家人和朋友的信件。在試驗場，一陣風分散了二郎的注意力，這表明菜穗子已經撒手人寰。1945年夏天，日本在二戰中戰敗後，二郎再次夢見了卡普羅尼，向後者表示對自己的飛機被用於戰爭感到遺憾。卡普羅尼安慰二郎，稱道二郎建造漂亮飛機的夢想還是實現了。此時菜穗子的身影出現，勉勵二郎過上充實的生活。二郎和卡普羅尼一起走進他們共同的夢想王國。

## 登場人物
堀越二郎（堀越 二郎（ほりこし じろう））
本作男主角。自幼对飞机充满向往，在東京的大学学习航空工学。
以歷史中開發出零式戰鬥機之同名航空工程師為角色原型。
里見菜穗子（里見 菜穂子（さとみ なおこ））
本作女主角，在關東大地震時於火車上與二郎相識；十年後再度相遇，患有當時的不治之症肺結核。在二郎完成夢想時默默退場。
角色名字與相關劇情編排来自堀辰雄的小说《菜穗子》。
里見先生（里見（さとみ））
菜穗子的父親，其妻因罹患肺結核而死去。
堀越加代（堀越 加代（ほりこし かよ））
二郎的妹妹，懷抱著想從事醫職的夢想。
二郎的母親（二郎の母）
溫柔地照顧二郎與加代的女性。
本庄（本庄（ほんじょう））
二郎的朋友，航空技師。
真人是三菱重工業的航空工程师，曾與二郎一起被公司派駐到德國見識其先進的航空科技。
黑川（黒川（くろかわ））
二郎的上司。對二郎既嚴厲也能了解其理想，並藏匿二郎免於特高警察的追捕，亦是二郎與菜穗子的媒人。
角色名字的由來，是引自小說《菜穗子》的登場人物黑川圭介。而宮崎駿以自身作為此動畫人物的範本。
黑川夫人（黒川夫人）
黑川的妻子，支持著二郎與菜穗子倆人。
服部（服部（はっとり））
二郎所屬的設計課課長。
真人是三菱重工业的航空工程师。
卡斯托普
居留在輕井澤的神秘德國人，見證著二郎與菜穗子的交往。
角色的名稱引用自湯瑪斯·曼撰寫的小說《魔山》主人翁「漢斯·卡斯托普」（Hans Castorp），外型則是參造此角色的配音員史蒂夫·艾伯特。
卡普羅尼
是二郎小時候在翻閱介紹飛機的雜誌上、所認識的世界聞名飛機製作者，且不時做著和此人邂逅、受到鼓舞的夢。
宮崎駿另有「劇中的卡普羅尼，對於堀越二郎是類似梅菲斯托費勒斯的存在」的解釋。
真人是義大利卡普羅尼飛機製造公司的創辦者。
容克斯博士
為二郎與本庄在德國參觀容克斯工廠中遭保全為難時，替他們打圓場的人。
真人是容克斯飛機與發動機製造廠的創辦者。

## 原作漫畫
本作由漫畫《風起 妄想重返》改編，漫畫演出方式除了女主角、歷史上真實關鍵人物外，其餘外表如《紅豬》、《宮崎駿的雜想筆記》般動物擬人化。動畫版改作一般人類風格。
作品的總篇數共9回，連載期間從2009年4月至2010年1月。宮崎駿在作者名稱上的選字特別將「崎」改寫成「﨑」，除了第1回及第6回的連載上筆名是「宮﨑駿」外，其它篇幅為自嘲連載進度緩慢而取了一些較惡搞的名稱，如第7回便使用「宮﨑天天休假駿」如此筆名。
原作漫畫尚提及動畫版中沒出現的其他史實人物。如德國飛機、汽車廠商「梅塞施密特」的創辦人威利·梅塞施密特被引用在飛機的設計理念上與二郎有所對立的人物，另外小說家堀辰雄則成為與二郎一同於本鄉的西餐廳用餐，並鼓勵他的人物。

## 製作過程

### 提案

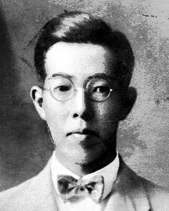
本故事的主角堀越二郎真人

起初由吉卜力的影片製作人鈴木敏夫提案將這部漫畫作品拍成電影，但遭身為軍武迷卻崇尚和平主義的宮崎駿反對，認為「動畫電影應為孩子而非為大人製作」。以往宮崎駿在想不出下一篇動畫的主題時都會採用鈴木敏夫的意見，這是宮崎駿首度駁回對方的提議。鈴木則以宮崎既喜好軍武又主張反戰的矛盾，應就其作品給予自己回答，因此促成電影化。
隨後宮崎駿的夫人大田朱美及其他熟人曾向他表示何必去搞一個關於發明過戰爭武器人物的動畫，宮崎駿也因此感到困惑。直至某日宮崎駿得知堀越二郎生前曾吐露過「我唯一想做的事情就是打造一架美麗的飛機」才確定此動畫的劇情主軸。
宮崎駿製作本片的想法，並非批判戰爭、也不是想以零戰的優秀去鼓舞日本年輕人，更沒有原本要製造民用機等等來包庇的打算，只是想描述一個忠於自己夢想前進的人物。

### 畫面
宮崎駿的前一篇電影動畫《崖上的波妞》為了貫徹手繪的風格而不使用電腦CG，而《風起》則回到當時2004年發表的《霍爾的移動城堡》般採用許多數位合成畫面橋段，並使用在《隔壁的山田君》中引進的Toonz製圖軟體來完成畫面。
另地震時房舍震動的場景則是透過混合著賽璐珞、疊堆起來超過十來個以上的圖層，來依序移動所呈現出的效果。另菜穗子在新婚初夜中華麗扮裝的橋段則由近藤勝也負責繪製，當時近藤勝也為了畫面效果、在自家身著和服來揣摩此情況下的肢體動作。

### 色彩
色彩設計方面由原先在製作《崖上的波妞》後引退的吉卜力元老級成員保田道世回歸擔任。此回作品内容雖架構在大正至昭和一段的過往時代，但保田道世不採用像此前在高畑勳執導的《兒時的點點滴滴》中使用較柔和的懷舊風格色調，而是根據作品「活著」的主題，使用較生動的色彩。
另外原先最後一幕女主角菜穗子登場的畫面中，保田道世嘗試在她衣裳使用赤色的色彩。之後考慮到該橋段背景是綠草原，而改成男主角堀越二郎與菜穗子在輕井澤再次見面時、她身上偏淺黃的服裝顏色。

### 配音選角
男主角堀越二郎的配音，由《新世紀福音戰士》的導演庵野秀明出任。由於宮崎駿考量專業配音合不來，希望能找到說話反應快又有技巧、性格凜然的普通人，剛好鈴木敏夫前一晚偶遇庵野秀明、在腦海立刻浮現庵野的聲音，就提議他為人選。配音結束後庵野秀明的感想是「宮崎駿所改編的堀越二郎與我的相同點、就是做著想把內心夢想成真的工作吧。」
負責女主角菜穗子配音的瀧本美織，則因有著好演技讓吉卜力工作室另一名導演高畑勳印象深刻、而推薦給宮崎駿作為人選，當時宮崎駿對此方案的想法是「既然是阿朴（高畑勳的綽號）所推薦的，那絕對不會錯。」
前任吉卜力工作室海外部門負責人史蒂夫·艾伯特（Steve Alpert），受邀為片中的德國人角色卡斯特魯普配音。先前參與吉卜力作品，如《魔法公主》的西村雅彥，以及《借物少女艾莉緹》的志田未来、大竹忍、竹下景子等人，也都回鍋同在《風起》一片中配音。

### 片尾曲選用
片尾曲《飛機雲》是採用了女歌手荒井（松任谷）由實的舊歌，原為收錄在她於1973年發表的個人單曲《一定能說出口》中的B面歌曲，此亦為距1989年被吉卜力在《魔女宅急便》片中使用作品以來，兩者的再次攜手合作。
選用該曲的契機，是鈴木敏夫於2012年《魔女宅急便》發行藍光版本期間、計劃邀請松任谷由實參加一個談話節目，在節目錄製前聽了幾首松任谷由實早期的歌曲，突然發現《飛機雲》能與《風起》的內容產生共鳴。之後鈴木敏夫請宮崎駿仔細將這首歌重聽一遍，宮崎駿也認同了鈴木敏夫的看法，便決定採用。

### 音效
先前2006年吉卜力短篇動畫《尋找棲所》曾採用過用人聲來模擬出周遭吵雜的音效，而《風起》片中出現的飛機引擎聲，便是由真人聲音所做出來的效果。
最初宮崎駿曾認真提議「關於用人聲來模擬飛機引擎聲的事情，就由我跟鈴木兄（鈴木敏夫）兩人來完成」，不過之後仍是邀請專門人員來表現。
另外當時在片中出現地震時燃燒的草原、或用水洗臉等場景也打算用人聲模擬，之後為了效果仍採用實際的音效。

### 音樂
電影的配樂同由與宮崎駿合作多年的久石讓擔任。在《風起》配樂的風格上，久石讓依宮崎駿的想法，減少管弦樂演奏，偏向小品的風格。另外久石讓也從影片製作人鈴木敏夫的提議；採用了一些民族樂器，像是吉他、手風琴或是俄羅斯的巴拉萊卡琴。
而影片中的配樂同與台詞、音效等，皆採用單聲道方式錄製。

## 聲演
| 角色                        | 配音                      | 配音                | 配音   | 配音             |
| 角色                        | 日本                      | 臺灣                | 香港   | 美国             |
| --------------------------- | ------------------------- | ------------------- | ------ | ---------------- |
| 堀越二郎（ほりこし じろう） | 庵野秀明 鏑木海智（幼年） | 劉傑 黃珽筠（幼年） | 黃修平 | 喬瑟夫·高登-李維 |
| 里見菜穂子（さとみ なおこ） | 瀧本美織 飯野茉優（少年） | 馬君珮              | 顏卓靈 | 愛蜜莉·布朗      |
| 本庄（ほんじょう）          | 西岛秀俊                  | 宋克軍              | 周柏豪 | 約翰·卡拉辛斯基  |
| 黑川（くろかわ）            | 西村雅彥                  | 孫中台              | 龍天生 | 馬丁·肖特        |
| 卡斯特魯普（カストルプ）    | 史蒂夫·艾伯特             | 韋納·荷索           | 黃秋生 | 不適用           |
| 里見（さとみ）              | 風間杜夫                  | 徐健春              | 李忠強 | 威廉·霍尔·梅西   |
| 二郎的母亲（じろうのはは）  | 竹下景子                  | 鄭仁麗              | 郭碧珍 | 不適用           |
| 堀越加代（ほりこし かよ）   | 志田未来 信太真妃（幼年） | 林美秀              | 林寶怡 | 梅·惠特曼        |
| 服部（はっとり）            | 國村隼                    | 康殿宏              | 葉振邦 | 曼迪·帕廷金      |
| 黒川夫人（くろかわふじん）  | 大竹忍                    | 楊凱凱              |        | 珍妮弗·格雷      |
| 卡普羅尼（カプローニ）      | 野村萬齋                  | 陳宗岳              | 高翰文 | 史丹利·特治      |
| 曽根（曽根）                | 不適用                    | 不適用              | 不適用 | 伊莱贾·伍德      |
| 片山（片山）                | 不適用                    | 梁興昌              | 不適用 | 達倫·克里斯      |
| 業者（三菱の従業員）        | 羅南·法洛                 | 不適用              | 不適用 | 不適用           |

## 製作人員
- 原作刊載：月刊《Model Graphix》
- 導演、原作、編劇：宮崎駿
- 影片製作人：鈴木敏夫
- 製作：星野康二、吉卜力工作室
- 音樂：久石讓
- 片尾曲演唱：松任谷由實
- 作畫監督：高坂希太郎
- 原畫：稻村武志、山下明彦、賀川愛、米林宏昌、近藤勝也、二木真希子、田村篤、田中敦子、山田憲一、山森英司、小野田和由、橫田匡史、芳尾英明、古屋勝悟、古俣太一、今井史枝、廣田俊輔、三浦智子、奧田明世、大塚伸治、友永和秀、押山清高、板津匡覽、濱洲英喜、杉野左秩子、大谷敦子、箕輪博子、鈴木千代美、遠藤正明、星野圓哉、本田雄
- 動畫師：Alexandra Weihrauch、中込利惠、手島晶子、大村真由美、齊藤昌哉、中村勝利、松尾真理子、鈴木麻紀子、藤井香織、大橋實、山田伸一郎、高橋代、石田安沙美、檜垣惠、秋田亞子、安東雅代、大崎結衣、太田衣美、小倉安見、河原奈緒子、國武幸子、子安未紗、竹花健吾、田村瑛美、長澤翔子、西田朋代、野口佳枝、藤澤志織、松浦結、松村亞沙子、和田直野、伊藤美樹、菊田美咲、田村裕子、千葉光希、程玉芬、土屋亮介、松村祐香、新井陽次郎、東誠子、西戶壽美子、槇田喜代子、土岐彌生、富澤惠子、矢地久子、藤森真耶、鈴木麻理子、谷平久美子、山浦由加里、中里舞、中西雅美、小山正清、大谷茜、齋藤彩圭、降矢由日里、江山梨惠、寺田久美子、伊藤香織、奧脇優、田名部節也、今井翔太郎、康葉摘、菅井彩乃、渕上直樹、岩淵龍士、山内龍一、城田武將、山田啟文、渡邊陽康、恩田秀一、佐籐太一
- 作畫協助：Anime ToRoToRo、Studio、中村PRODUCTION、Telecom Animation Film、Khara
- 美術監督：武重洋二
- 美術師：吉田昇、大森崇、石井弓、佐籐詩織、西川洋一、福留嘉一、芳野滿雄、矢野樹紅代（ ，暫譯）、平原沙耶加、伊奈涼子、春日井直美、中里昌子、串田達也、中村聰子、新田有花、神戶綾惠、本間禎章、鮫島潔、渡邊洋一、劉雨軒
- 色彩設計：保田道世
- 色彩指定：高柳加奈子、沼畑富美子
- 色彩指定協助：輕部和子、田村雪繪、加島優生
- 畫面協調處理：高屋法子
- 動畫檢查：館野仁美
- 畫面加工：高橋廣美、森奈緒美、古城裡惠、石井裕章、齋藤純也、松島英子、中村剛士、野村由佳里、矢部勝、小柳道代、原美惠子、矢島洋、折原裕之、丸山綾、村田一、蔦川亞希、齊藤昌一郎、渡邊文野
- 加工檢查：相田美里
- 檢查協助：高橋賢太郎（T2 Studio）
- 特效：糸川敬子
- 電腦CG：三好紀彥、梅澤美樹、泉津井陽一
- 攝影監督：奥井敦
- 攝影：藪田順二、田村淳、芝原秀典
- 攝影協助：奧井厚子、大內香苗
- 程序規劃：井上雅史、岩澤駿
- 配樂演奏：讀賣日本交響樂團
- 音樂收錄：東京藝術劇場、Victor Studio
- 音樂製作：Wonder Chef（藤澤真木、前田泰弘、須澤哲子）
- 音響演出、整音：笠松廣司
- 音響效果製作：DG Circus
- 音響效果製作協助：東北新社、東京電視台中心、東寶Studio、東寶Studio Service、日音
- 錄音：高木創
- 錄音協助：鈴木修二
- 錄音工程師：濱田純伸
- 配音指導：木村繪理子
- 音效助手：北里鈴二
- 剪輯：瀨山武司
- 剪輯助手：松原理惠、佐佐木紘美
- 宣傳製作人：高橋亞希人、細川朋子
- 宣傳：荒尾健一、上田沙織、松本理惠子、西川由香里、篠原由樹夫、酒井源司、塚越一枝、野村由佳里、矢部勝、小柳道代、原美惠子、矢島洋、折原裕之、丸山綾、村田一、蔦川亞希、齊藤昌一郎、渡邊文野
- 預告編輯：坂垣惠一
- 業務負責人：野中晉輔
- 業務：石破太成、川端俊之、西方大輔、品川徹、長澤美奈子、釘宮陽一郎
- 廣報：橋田真、栗原節子、伊藤望、西村由美子、機千尋、小林一美
- 週邊商品開發：今井知己、淺野宏一、安田美香、熱田尚美
- 出版負責人：田居因
- 出版：額田久德、齊藤睦志、平林享子、森田由利、高倉麻壽美
- 影片製作實習生：川上量生
- 影片製作室：白木伸子、田村智惠子、伊平容子、唯野周平、奧田千晶
- 演出助手：清川良介、仲澤慎太郎
- 生產經理：古城環
- 生產編輯：三吉弓子
- 生產經理助手：居村健治、坂本太夫、伊藤鄉平、涉谷美音、郡司繪美
- 統籌：奥田誠治、福山亮一、藤卷直哉
- 法定稽核：中尾博隆
- 特別贊助：KDDI
- 特別協助：LAWSON、讀賣新聞
- 發行：東寶
- 《風起》製作委員會：GNDHDDTK（吉卜力工作室、日本電視台、電通、博報堂DYMP、日本迪士尼、d-rights（三菱商事）.、東寶、KDDI）
- 特別致謝：堀越雅郎（堀越二郎長子）、堀越伸子（堀越二郎兒媳）

## 片尾曲
- 〈飛機雲〉

作詞、作曲、演唱：荒井由實／編曲：荒井由實&

## 作品文宣
本片主題──選自宮崎駿1982至1994年連載的漫畫《風之谷》最後一頁的一句話。台灣東販《風之谷》漫畫譯為「一定要活下去」，電影《風起》港版是「活下去」而預告片及海報另用「讓夢想起飛」、台版則連同引用文宣整合成「唯有努力生存」。海外英譯「We must live」。

## 引用內容

### 文集、音樂
- 風吹、唯有努力試著生存

原為小說家堀辰雄在個人作品《風吹了》裡引用法國詩人保羅·瓦勒里著作《海濱墓園》的文句，動畫中則改編成二郎與菜穗子初次見面的場景中、倆人互相應答的詩句。
- 誰看見過風

英國詩人克里斯蒂娜·羅塞蒂創作的詩，之後曾由日本詩人西條八十譯成日文版《風》、另也被草川信配上曲子後成為歌謠。
在二郎前去探望養病的菜穗子時、呢喃著此詩篇。
- 流浪者之歌

由西班牙小提琴家帕布羅·德·薩拉沙泰創作的曲目，在服部課長與黑川及二郎會面的場合中出現。
- 冬之旅

奧地利作曲家法蘭茲·舒伯特作品，伴奏在二郎在德国晚上散步的橋段。
- 僅此一回

出自1931年德國電影《會議謾舞》主題曲，分別由德國作曲家羅伯特·吉伯特作詞及音樂家沃納·理查德·海曼作曲。
是動畫中二郎、菜穗子的父親里見以及卡斯特魯普在晚宴上哼唱的歌曲。

### 飛機、其它載具
| 名稱               | 圖示 | 動畫採用場景 | 史實 |
| ------------------ | ---- | --- | --- |
| 鴿式單翼機         |      | 故事開場時堀越二郎小時候在夢中駕駛飛向天空的飛機。                                                                                       | 被稱為歷史上外觀最像飛鳥的飛機，奧地利研發，德國製造，也曾用於第一次世界大戰。                                          |
| 卡普羅尼 Ca.36     |      | 堀越二郎小時候夢到卡普羅尼的場景。 | 史實上是由卡普羅尼公司開發用於第一次世界大戰的轟炸機。                                                                  |
| 卡普羅尼 Ca.4      |      | 同卡普羅尼 Ca.3。 | 第一次世界大戰末期使用的轟炸機。                                                                                        |
| 卡普羅尼 Ca.48     |      | 堀越二郎小時候夢到卡普羅尼招待他搭乘的飛機。                                                                                             | 從卡普羅尼 Ca.4系列戰鬥機改裝成民用的飛機。                                                                             |
| 卡普羅尼 Ca.60     |      | 同卡普羅尼 Ca.3。 | 1920年代開發出能搭乘百人的巨型飛行艇                                                                                    |
| 卡普羅尼 Ca.90     |      | 於成年後的堀越二郎再次夢見卡普羅尼的橋段。                                                                                               | 1929年製造，在當時是世上最大的重型轟炸機。                                                                              |
| 容克斯 G.38        |      | 堀越二郎與本庄在容克斯工廠觀摩的飛機。                                                                                                   | 由容克斯製造的民間用機。                                                                                                |
| 容克斯 F.13        |      | 擺在德國容克斯工廠角落的小型飛機，當堀越二郎與本庄二人想靠近觀看時被在場的德國人阻止，理由是怕會被日本人仿製。                           | 由容克斯製造的小型客運機，曾讓共30個以上國家使用。                                                                      |
| 隼型試作戰鬥機     |      | 服部、二郎與黑川三人觀看此飛機試飛的橋段。                                                                                               | 於1928年6月13日時試飛失敗墜毀，當時機上的試飛員是日本飛行史中第一個用降落傘逃生成功人物。                               |
| 三式艦上戰鬥機     |      | 堀越二郎與黑川在航空母艦鳳翔號上觀摩的橋段，但其中一架在起飛時因發動機故障而掉入大海。                                                   | 由三菱重工對手中島飛機生產，日本史上第一次空戰勝利使用的戰機。                                                          |
| 十三式艦上攻擊機   |      | 動畫中是堀越二郎與黑川曾共同乘坐的飛機，因其發動機漏油而令兩人滿身油污。                                                                 | 曾與三式艦上戰鬥機用於一二八事變後的蘇州一帶戰場。                                                                      |
| 七試艦上戰鬥機     |      | 堀越二郎在草原上觀看試飛的段落。 | 由三菱重工開發、具有厚金屬翼的飛機。 在1933年7月試飛時半途損毀、但無人傷亡。 史實的堀越二郎自評此飛機為「像是呆呆的鴨子」。 |
| 八試特殊偵察機     |      | 二郎觀看本庄的新製作飛機的段落。 | 此飛機主要設計者為本庄季郎。為九六式陸上攻擊機原型機。                                                                  |
| 九六式陸上攻擊機   |      | 動畫中出現在本庄對崛越二郎的談話當中，而其背景是被轟炸燃燒的中國城市。                                                                   | 中日戰爭時日本海軍轟炸中國城市的主力轟炸機。                                                                            |
| I-15戰鬥機         |      | 動畫中也同樣出現在本庄對崛越二郎的談話當中，本庄話祇要被其打中九六式轟炸機主翼油箱兩三發子彈就會令九六式著火，說明當時日本缺乏防彈油箱。 | 中日戰爭時中國空軍的其中一種主力戰鬥機，蘇聯製造。                                                                      |
| 九試單座戰鬥機     |      | 二郎在菜穗子入病院後開發的成品 | 於1935年2月4日試飛，當時試飛的成績超出日本海軍預期。 堀越二郎曾在個人回憶錄表示著；此為他一生中最滿意的作品。           |
| 零式艦上戰鬥機     |      | 劇情末段出現。 | 堀越二郎與三菱重工打造的傑作，於1940年7月底正式在戰爭使用。 在1942年底前、一度是太平洋戰場中最具威脅性的戰機。          |
| B-29超級堡壘轟炸機 |      | 劇情末段反映日本戰敗的畫面上出現。 | 第二次世界大戰末期美國陸軍航空隊轟炸日本各大城市的轟炸機，廣島和長崎的原子彈也同樣由B-29投下。                          |
| 鳳翔號航空母艦     |      | 堀越二郎與黑川一同搭乘的母艦。 | 日本史上首架航空母艦。 世界上第一艘真正意义上的航空母舰（此前多为其他舰只改建而来）。                                   |
| 長門號戰艦         |      | 伴航在鳳翔號附近的主力艦。 | 長門型戰艦1號艦 此時是經過大正3年的改裝，外觀上的彎曲煙囪是其特點。                                                     |

## 迴響

### 評論
此片的製作人鈴木敏夫認為，如果宮崎駿有所謂的「遺言」想向世人交代，應該就是這部片子中所表露出「使盡力去面對眼前問題」的精神。曾在吉卜力動畫《心之谷》中配音的新聞評論家立花隆則認為此片就像明治維新後為了向西方急起急追、而最後落得失敗下場的日本。而日本動畫導演細田守在觀賞《風起》的試映會後，於他的個人推特上表示著「這是一個我之前未曾見過、往後應該也不會有像它一樣的好電影」。日本時報另表示《風起》雖然有著其它電影常用的催淚手法，不過精彩描繪出二戰前的日本風味，整體給予5顆星中的3顆半成績。而《風起》在義大利第70屆威尼斯電影節參展時，劇中角色喬瓦尼·巴蒂斯塔·卡普羅尼的孫子伊塔羅·卡普羅尼也親自前來觀賞，事後伊塔羅表示著「《風起》就像是表現出一個大時代的濕壁畫，是部非常美麗的電影。」現實中堀越二郎的兒子堀越雅郎對於因這部電影的上映、而讓更多人能夠曉得他的父親一事向宮崎駿表達謝意，並在觀賞作品中不時落淚。
但《風起》裡牽涉的題材也惹惱了一些日本境內的民族主義者，加上在電影上映當月宮崎駿在吉卜力發行的刊物《熱風》裡批評關於日本首相安倍晉三修憲的言論，而將宮崎駿視為國家叛徒。另有日本海外的韓國民眾，在網上論壇上指責身為曾拍攝過老少咸宜作品的宮崎駿、竟然製作一部讓人想起日本軍國主義的動畫，尤其裡頭出現的零式戰機、曾是二戰時不少韓國人民被強迫去擔任勞工所組裝出來的。之後曾有韓國駐日記者向宮崎駿反應此問題，而宮崎駿隨後在每日新聞上表示著「我不確定堀越二郎是否該承擔某種責任只因為他是生在該時期的人」。另外，虽然此片未在中国大陆上映，但中国中央电视台在此片在日本上映次日就在《中国新闻》栏目上以“宫崎骏新作引日本民众对战争反思 《起风了》以二战为背景 延续反战理念”为题对其进行专题报道，给予其高度评价。人民日报也在官方微博上也称“有一种力量叫宫崎骏”。中国政府官方媒体给出的积极评价引发外界联想大陆是否会在年内引进此片，但业内人士估计此片不会在年内引进。
也有對於《風起》的批評是出自於無關開發戰爭武器的內容，而是因動畫中有不少抽煙的橋段、被日本禁煙協會提出對未成年有不好影響的警告。而宮崎駿對此則回應「作品裡所處的1920、30年代，是社會對於香煙有害一事還不是很全面了解的時期」。隨後禁煙協會的理事長作田學發表一篇聲明，表示請吉卜力工作室不要製作可能助長吸煙風氣、會牴觸到日本國內的未成年吸煙禁止法案的動畫作品。而以椙山浩一為代表組成的吸煙文化研究會也跟著發表一篇表示「雖然查無1930年代期間的數據，不過在1950年代期間日本國內是有84.5%的男性有抽煙習慣，那《風起》有大量吸煙畫面也是很自然的表現」，並請社會上各位尊重吉卜力工作室表現手法的聲明來聲援。。
相較於日本國內的分歧反應，歐美影評家則給予本片正面為主的評價，知名影評匯總網站爛番茄收集的180條專業評論，給予本片88%的新鮮度，平均分數8/10，網站影評家共識寫道：「《風起》是宮崎駿導演的一首苦樂參半的絕唱。」Metacritic根據41條專業評論，獲得加權平均分數83分（滿分100分），代表「普遍讚譽」。
在電影旬報「2013年日本電影總排名」列表的141部電影中，本作總排名第7名（動畫電影第2名）。2022年4月，《Paste (magazine)》評選前100名不限年份的最佳日本動畫電影，《風起》排名第6名。2022年，《IndieWire》列出21世紀最佳41部動畫電影名冊裡，本片排名第7名。2023年3月，本片在爛蕃茄發表「根據爛番茄評論家評比，100部不限時間的最佳日本動畫電影」排行榜名列第26名。

### 票房
《風起》於2013年7月20日在日本343間戲院上映。正逢周末假日、兩天的入場人數超過74萬，票房突破9億日圓，不但登上當周票房冠軍，更成為2013年開映成績最佳電影。爾後8週皆蟬聯日本電影院票房冠軍，票房突破100億日圓，截至9月29日累計票房113億日圓，觀影人數達到約911萬人次。根據《日經娛樂》2014年1月號報導，《風起》以120億日圓票房成為2013年日本最賣座的本土電影。
| 上一届： 《怪獸大學》 | 2013年日本週末票房冠軍 第29-36周 | 下一届： 《ATARU THE FIRST LOVE & THE LAST KILL》 |

### 入圍獎項
| 入圍                         | 獎項                        | 揭曉           | 結果 |
| ---------------------------- | --------------------------- | -------------- | ---- |
| 第70届威尼斯电影节           | 金獅獎                      | 2013年9月7日   | 提名 |
| 第38屆多倫多國際影展         | 最佳戲劇影片票選            | 2013年9月15日  | 提名 |
| 第61屆聖賽巴斯提安國際影展   | 觀眾票選獎                  | 2013年9月20日  | 提名 |
| 第36屆米爾谷國際影展         | 最受歡迎動畫作品            | 2013年10月13日 | 獲獎 |
| 第51屆紐約影展               | Grand Marnier獎勵金最佳影片 | 2013年10月13日 | 提名 |
| 第5屆印第安那影評人協會獎    | 最佳動畫片                  | 2013年11月19日 | 居次 |
| 第79屆紐約影評人協會獎       | 最佳動畫長片                | 2013年12月3日  | 獲獎 |
| 第85屆國家評論協會獎         | 最佳動畫長片                | 2013年12月4日  | 獲獎 |
| 2013年波士頓線上影評人協會獎 | 最佳動畫長片                | 2013年12月7日  | 獲獎 |
| 第34屆波士頓影評人協會獎     | 最佳動畫長片                | 2013年12月8日  | 獲獎 |
| 2013年紐約線上影評人協會獎   | 最佳動畫片                  | 2013年12月8日  | 獲獎 |
| 第39屆洛杉磯影評人協會獎     | 最佳動畫                    | 2013年12月8日  | 居次 |
| 第10屆聖路易影評人協會獎     | 最佳動畫片                  | 2013年12月9日  | 居次 |
| 第12屆華盛頓特區影評人協會獎 | 最佳動畫片                  | 2013年12月9日  | 提名 |
| 第18屆聖地牙哥影評人協會獎   | 最佳動畫長片                | 2013年12月11日 | 獲獎 |
| 2013年亞洲太平洋電影獎       | 最佳動畫劇情片              | 2013年12月12日 | 提名 |
| 第12屆舊金山影評人協會獎     | 最佳動畫片                  | 2013年12月13日 | 提名 |
| 第17屆線上影評人協會獎       | 最佳影片                    | 2013年12月16日 | 提名 |
| 第17屆線上影評人協會獎       | 最佳導演                    | 2013年12月16日 | 提名 |
| 第17屆線上影評人協會獎       | 最佳非英語片                | 2013年12月16日 | 提名 |
| 第17屆線上影評人協會獎       | 最佳改編劇本                | 2013年12月16日 | 提名 |
| 第17屆線上影評人協會獎       | 最佳動畫片                  | 2013年12月16日 | 獲獎 |
| 第17屆多倫多影評人協會獎     | 最佳動畫片                  | 2013年12月16日 | 獲獎 |
| 第26屆芝加哥影評人協會獎     | 最佳動畫片                  | 2013年12月16日 | 獲獎 |
| 最佳外語片                   | 提名                        | 2013年12月16日 |      |
| 最佳外語片                   | 第22屆達福影評人協會獎      | 2013年12月16日 | 居次 |
| 2013年女性影評人協會獎       | 最佳動畫片                  | 2013年12月16日 | 提名 |
| 2013年女性影評人協會獎       | 最佳家庭片                  | 2013年12月16日 | 獲獎 |
| 第14屆鳳凰城影評人協會獎     | 最佳動畫長片                | 2013年12月17日 | 提名 |
| 第18屆佛羅里達影評人協會獎   | 最佳動畫片                  | 2013年12月18日 | 居次 |
| 第17屆拉斯維加斯影評人協會獎 | 最佳動畫片                  | 2013年12月18日 | 提名 |
| 2013年女性電影記者聯盟獎     | 最佳動畫片                  | 2013年12月19日 | 獲獎 |
| 第71屆金球獎                 | 最佳外語片                  | 2014年1月13日  | 提名 |
| 2014年安妮獎                 | 最佳編劇                    | 2014年2月2日   | 獲獎 |
| 第86屆奧斯卡金像獎           | 最佳動畫長片獎              | 2014年3月3日   | 提名 |
| 第13回東京動畫獎             | 年度動畫（電影動畫部門）    | 2014年3月22日  | 獲獎 |

## 原聲帶
原聲帶在2013年7月17日發行，當時另有附贈額外音樂CD的限量版。
該額外音樂CD是將「旅途（夢中飛行）」與「菜穗子（重逢）」兩首曲目以復古風格的單聲道音源收錄。

### 曲目
| 曲序 | 曲名                   | 原曲名 | 創作／演奏／演唱                          |
| ---- | ---------------------- | ------ | ----------------------------------------- |
| 1.   | 旅途（夢中飛行）       |        | 作曲、編曲：久石讓 演奏：讀賣日本交響樂團 |
| 2.   | 流星                   |        | 作曲、編曲：久石讓 演奏：讀賣日本交響樂團 |
| 3.   | 卡普羅尼（設計師之夢） |        | 作曲、編曲：久石讓 演奏：讀賣日本交響樂團 |
| 4.   | 旅途（決心）           |        | 作曲、編曲：久石讓 演奏：讀賣日本交響樂團 |
| 5.   | 菜穗子（相遇）         |        | 作曲、編曲：久石讓 演奏：讀賣日本交響樂團 |
| 6.   | 避難                   |        | 作曲、編曲：久石讓 演奏：讀賣日本交響樂團 |
| 7.   | 恩人                   |        | 作曲、編曲：久石讓 演奏：讀賣日本交響樂團 |
| 8.   | 卡普羅尼（夢幻巨型機） |        | 作曲、編曲：久石讓 演奏：讀賣日本交響樂團 |
| 9.   | 心動                   |        | 作曲、編曲：久石讓 演奏：讀賣日本交響樂團 |
| 10.  | 旅途（妹妹）           |        | 作曲、編曲：久石讓 演奏：讀賣日本交響樂團 |
| 11.  | 旅途（第一天上班）     |        | 作曲、編曲：久石讓 演奏：讀賣日本交響樂團 |
| 12.  | 獵鷹團隊               |        | 作曲、編曲：久石讓 演奏：讀賣日本交響樂團 |
| 13.  | 獵鷹                   |        | 作曲、編曲：久石讓 演奏：讀賣日本交響樂團 |
| 14.  | 容克斯                 |        | 作曲、編曲：久石讓 演奏：讀賣日本交響樂團 |
| 15.  | 旅途（義大利之風）     |        | 作曲、編曲：久石讓 演奏：讀賣日本交響樂團 |
| 16.  | 旅途（卡普羅尼的引退） |        | 作曲、編曲：久石讓 演奏：讀賣日本交響樂團 |
| 17.  | 旅途（輕井澤的相遇）   |        | 作曲、編曲：久石讓 演奏：讀賣日本交響樂團 |
| 18.  | 菜穗子（命運）         |        | 作曲、編曲：久石讓 演奏：讀賣日本交響樂團 |
| 19.  | 菜穗子（彩虹）         |        | 作曲、編曲：久石讓 演奏：讀賣日本交響樂團 |
| 20.  | 卡斯特魯普（魔山）     |        | 作曲、編曲：久石讓 演奏：讀賣日本交響樂團 |
| 21.  | 風                     |        | 作曲、編曲：久石讓 演奏：讀賣日本交響樂團 |
| 22.  | 紙飛機                 |        | 作曲、編曲：久石讓 演奏：讀賣日本交響樂團 |
| 23.  | 菜穗子（求婚）         |        | 作曲、編曲：久石讓 演奏：讀賣日本交響樂團 |
| 24.  | 八試特殊偵察機         |        | 作曲、編曲：久石讓 演奏：讀賣日本交響樂團 |
| 25.  | 卡斯特魯普（分離）     |        | 作曲、編曲：久石讓 演奏：讀賣日本交響樂團 |
| 26.  | 菜穗子（想見你）       |        | 作曲、編曲：久石讓 演奏：讀賣日本交響樂團 |
| 27.  | 菜穗子（重逢）         |        | 作曲、編曲：久石讓 演奏：讀賣日本交響樂團 |
| 28.  | 旅途（結婚）           |        | 作曲、編曲：久石讓 演奏：讀賣日本交響樂團 |
| 29.  | 菜穗子（眼神）         |        | 作曲、編曲：久石讓 演奏：讀賣日本交響樂團 |
| 30.  | 旅途（分離）           |        | 作曲、編曲：久石讓 演奏：讀賣日本交響樂團 |
| 31.  | 旅途（夢之王國）       |        | 作曲、編曲：久石讓 演奏：讀賣日本交響樂團 |
| 32.  | 飛機雲                 |        | 作詞、作曲、演唱：荒井由實                |

## 出版書籍
| 德間書店                  | 德間書店                  | 台灣東販                       | 台灣東販                       |
| THE ART OF THE WIND RISES | THE ART OF THE WIND RISES | THE ART OF THE WIND RISES 風起 | THE ART OF THE WIND RISES 風起 |
| 初版發售日期              | ISBN                      | 初版發售日期                   | ISBN                           |
| ------------------------- | ------------------------- | ------------------------------ | ------------------------------ |
| 2013年7月24日             | ISBN 978-4-19-810015-5    | 2013年9月18日                  | ISBN 978-986-331-160-7         |

| 角川書店      | 角川書店               |
| 初版發售日期  | ISBN                   |
| ------------- | ---------------------- |
| 2013年7月20日 | ISBN 978-4-04-110510-8 |

## 雜談

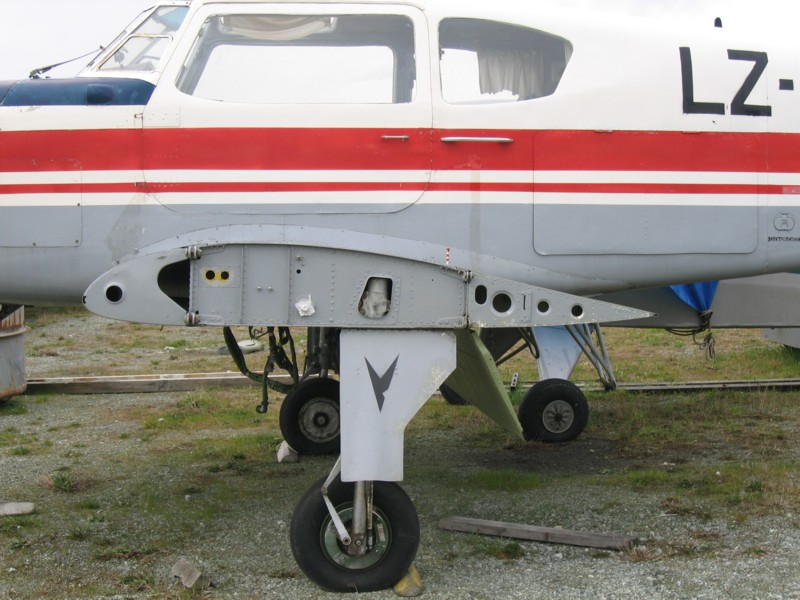
機翼橫切面

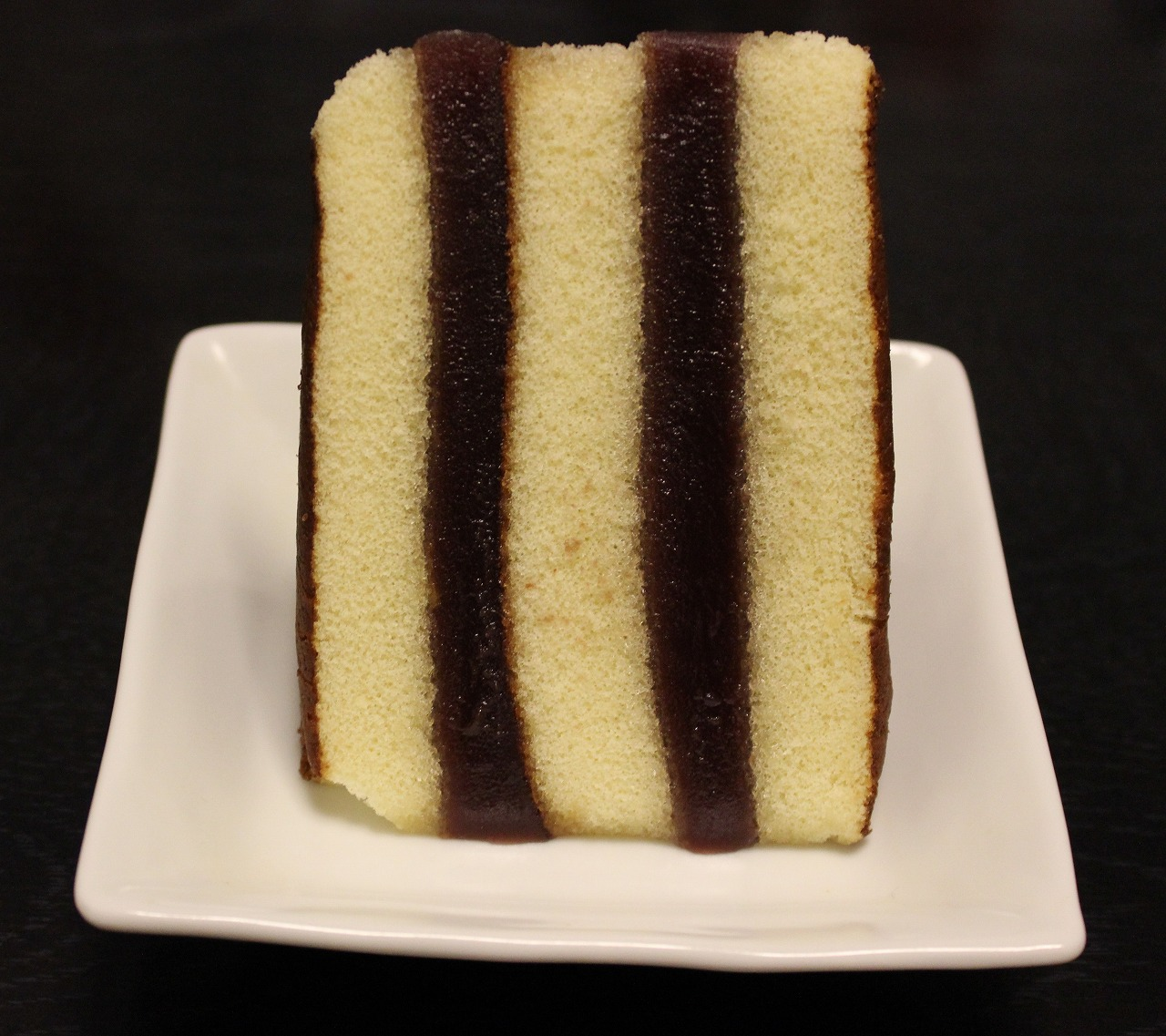
片中出現的甜點西伯利亞蛋糕

- 劇中小時的堀越二郎拿的海外刊物《AVIATION》是確實曾在美國發行過航空雜誌。[74]
- 宮崎駿在繪製完成片中關於關東大地震分鏡圖後，隔日便湊巧發生311大地震。[138]
- 劇中崛越二郎發現鯖魚骨的弧度和機翼橫切面上方的弧度剛好一樣。[139]
- 動畫中談論到的NACA組織是NASA的前身。[139]
- 劇中用來包裹由住友輕金屬研發的鋁合金的報紙，其標題是上海事變。
- 劇中經常出現的計算尺是電子計算機出現前的計算工具。
- 劇中也有提及平頭鉚釘的應用，20世紀30年代是平頭鉚釘取代凸頭鉚釘的時期，因為可減少空氣阻力。
- 因動畫中二郎有在晚間購買西伯利亞蛋糕的場景，而讓此大正時期的舊式甜點在電影上映後獲得大量詢問。[140]
- 二郎給卡斯特魯普的櫻桃牌香煙是宮崎駿個人喜愛抽的煙。[141]
- 菜穗子住家的大門入口模樣是以吉卜力美術館為範本。[142]
- 黑川在婚禮上的致詞為宮崎駿的自創內容，之後吉卜力內部流傳有可能靈感來自於宮崎駿先前觀賞的文化教育節目《故鄉的傳承》。[60]
- 原先最後一幕菜穗子對二郎說的是「你過來」、為他們初夜中出現的台詞，之後臨時改成「活下去」。[143]
- 片中一句台詞「要使勁力氣努力活著」引用改自舊約聖經傳道書第9章第10節「凡你手所當作的事、要盡力去作．」一段訓話。[138]

## 資料來源
1. ↑  『風立ちぬ』謎のドイツ人・カストルプに隠された宮崎駿と元ジブリ取締役の友情とは？ （页面存档备份，存于）（シネマトゥデイ）
2. ↑  . Madman Entertainment.   [2018-05-18]. （原始内容存档于2018-03-28） （美国英语）. （页面存档备份，存于）
3. ↑  . The Warp. 2013-08-27  [2013-08-31]. （原始内容存档于2013-08-27）. （页面存档备份，存于）
4. ↑   (PDF). eiren.org. 2013-01-28  [2014-02-20]. （原始内容存档 (PDF)于2014-02-20） （日语）. （页面存档备份，存于）
5. 1 2  . Eiga.com. 2012-12-13  [2012-12-13]. （原始内容存档于2012-12-14） （日语）. （页面存档备份，存于）
6. 1 2  . . 2012-12-13  [2013-06-05]. （原始内容存档于2013-05-28）. （页面存档备份，存于）
7. 1 2  . . 2012-12-13  [2013-06-05]. （原始内容存档于2013-01-18）. （页面存档备份，存于）
8. 1 2  島村幸惠. . . 2012-12-13  [2013-06-05]. （原始内容存档于2012-12-16）. （页面存档备份，存于）
9. 1 2  . 朝日新聞. 2012-12-14  [2013-06-05]. （原始内容存档于2013-01-10）. （页面存档备份，存于）
10. 1 2 3 4  . 東寶. 2012-12-13  [2013-06-05]. （原始内容存档于2013-01-01）. （页面存档备份，存于）
11. ↑  . 湯森路透. 2012-12-13  [2013-06-05].[永久]
12. 1 2  . 朝日新聞b. 2012-12-13  [2013-06-05]. （原始内容存档于2013-05-23）. （页面存档备份，存于）
13. ↑  . . 2012-12-13  [2013-06-05]. （原始内容存档于2013-05-27）. （页面存档备份，存于）
14. 1 2  . 讀賣新聞. 2012-12-14  [2013-06-05].[永久]
15. 1 2  . 中日新聞. 2012-12-14  [2013-06-05]. （原始内容存档于2012-12-17）. （页面存档备份，存于）
16. ↑  京华时报. . 人民网.   [2013-09-04]. （原始内容存档于2013-11-12）. （页面存档备份，存于）
17. ↑  . NHK. 2013-09-06  [2013-09-06]. （原始内容存档于2013-09-06）. Archive.today的存檔，存档日期2013-09-06
18. ↑  . itmedia.com. 2012-12-13  [2012-12-15]. （原始内容存档于2012-12-16） （日语）. （页面存档备份，存于）
19. ↑  . SlashFilm. 2012-11-21  [2012-12-13]. （原始内容存档于2012-11-27） （英语）. （页面存档备份，存于）
20. 1 2 3  . kazetachinu.jp. 2011-01-10  [2013-07-12]. （原始内容存档于2013-07-08）. （页面存档备份，存于）
21. ↑  . : 第12頁.
22. ↑  . 角川書店. 2011-07-20: 13页. ISBN 978-4-04-110510-8.
23. 1 2 3 4 5 6   . : 4頁.
24. ↑   . : 11頁.
25. 1 2   . : 89頁.
26. 1 2   . : 35頁.
27. 1 2   . : 60頁.
28. ↑   . : 10頁.
29. ↑  宮﨑駿.  . Model Graphix (大日本繪畫). 2009年4月.
30. ↑  宮﨑駿.  . Model Graphix (大日本繪畫). 2009年9月.
31. ↑  宮﨑YASUMIGACHI駿.  . Model Graphix (大日本繪畫). 2009年11月.
32. ↑   (PDF). 吉卜力工作室. 2013年7月  [2013-08-10]. （原始内容存档 (PDF)于2013-08-10） （日语）. （页面存档备份，存于）
33. 1 2  Moeko Fujii. . WSJ.   [2013-08-31]. （原始内容存档于2013-08-23）. （页面存档备份，存于）
34. ↑   . : 193頁.
35. ↑   . : 82頁.
36. ↑   . : 205頁.
37. ↑   . : 218頁.
38. ↑   . : 219頁.
39. 1 2   . : 220頁.
40. ↑  . 騰訊動漫. 2013-05-10  [2013-05-20]. （原始内容存档于2013-12-03）.
41. ↑  . My Navi. 2013-05-10  [2013-08-10]. （原始内容存档于2013-08-23） （日语）. （页面存档备份，存于）
42. ↑   . : 31頁.
43. ↑   . : 37頁.
44. ↑  . MSN Japan. 2012-12-10  [2012-12-15]. （原始内容存档于2012-12-14） （日语）. （页面存档备份，存于）
45. ↑   . : 39頁.
46. ↑  . Walker plus. 2013-08-06  [2013-09-06]. （原始内容存档于2013-10-02）. （页面存档备份，存于）
47. 1 2   . : 40頁.
48. ↑   . : 143頁.
49. 1 2 3   . : 284頁.
50. ↑  . : 223頁.
51. ↑  . cinematoday.jp. 2013-04-26  [2013-07-12]. （原始内容存档于2013-06-30）. （页面存档备份，存于）
52. ↑  .   [2013-10-02]. （原始内容存档于2013-12-03）. （页面存档备份，存于）
53. ↑  . 博偉大戲院. 2013-08-10  [2013-08-10].
54. ↑  The Wind RisesPDF. Walt Disney Media File.
55. ↑   . : 11頁.
56. 1 2   . : 52頁.
57. 1 2 3   . : 46頁.
58. 1 2   . : 133頁.
59. 1 2   . : 54頁.
60. 1 2 3 4 5   . : 8頁.
61. ↑  WarbirdsUpdate. . WarbirdsNews.com. 2013-06-27  [2013-08-10]. （原始内容存档于2013-08-21）. （页面存档备份，存于）
62. ↑  . Aviastar.org.   [2013-08-10]. （原始内容存档于2013-03-11）. （页面存档备份，存于）
63. 1 2 3   . : 56頁.
64. 1 2 3  Rob Mulder.  (pdf). Europe AirLines.   [2013-08-10]. （原始内容存档 (PDF)于2013-12-03）. （页面存档备份，存于）
65. ↑   . : 26頁.
66. ↑   . : 57頁.
67. ↑   . : 24頁.
68. ↑   . : 25頁.
69. ↑   . : 103頁.
70. ↑  . Century Of Flight. 2003-12-17  [2013-11-30]. （原始内容存档于2013-05-14）. （页面存档备份，存于）
71. 1 2   . : 22頁.
72. 1 2 3 4   . : 47頁.
73. 1 2  . : 29頁.
74. 1 2 3  . : 48頁.
75. 1 2   . : 62頁.
76. ↑   . : 67頁.
77. ↑  . : 57頁.
78. ↑  . : 61頁.
79. ↑   . : 59頁.
80. ↑  . : 164頁.
81. ↑   . : 40頁.
82. ↑   . : 6頁.
83. ↑  細田守. . 2013-06-25  [2013-08-31]. （原始内容存档于2013-09-28）. （页面存档备份，存于）
84. ↑  Mark Schilling. . 日本時報.   [2013-08-31]. （原始内容存档于2014-08-11）. （页面存档备份，存于）
85. ↑  中山治美. . Cinema Today. 2013-09-02  [2013-09-14]. （原始内容存档于2013-09-03）. （页面存档备份，存于）
86. ↑  . Cinema Today. 2013-08-25  [2013-12-24]. （原始内容存档于2013-12-25）. （页面存档备份，存于）
87. ↑  . PHP Biz Online 眾知. 2013-08-23  [2013-12-24]. （原始内容存档于2013-12-25）. （页面存档备份，存于）
88. 1 2 3 4 5  Justin McCurry. . The Guardian. 2013-08-23  [2013-08-31]. （原始内容存档于2013-08-28）. （页面存档备份，存于）
89. ↑  . 吉卜力工作室. 2013-07-18  [2013-08-31]. （原始内容存档于2013-08-11）. （页面存档备份，存于）
90. ↑  . 中国网络电视台. 中国中央电视台. 2013-07-21  [2013-09-14]. （原始内容存档于2013-08-24）. （页面存档备份，存于）
91. ↑  人民日报腾讯官方微博. . 腾讯微博. 2013-09-02  [2013-09-14]. （原始内容存档于2016-03-05）. （页面存档备份，存于）
92. ↑  周峰. . 东方网. 2013-09-05  [2013-09-14]. （原始内容存档于2013-09-08）. （页面存档备份，存于）
93. ↑  作田學.  (pdf). . 2013-08-12  [2014-05-11]. （原始内容存档 (PDF)于2013-10-22）. （页面存档备份，存于）
94. ↑  . . 2013-08-15  [2014-05-11]. （原始内容存档于2014-01-14）. （页面存档备份，存于）
95. ↑  . Rotten Tomatoes.   [2014-07-24]. （原始内容存档于2014-07-20）. （页面存档备份，存于）
96. ↑  . Metacritic.   [2014-07-24]. （原始内容存档于2014-07-21）. （页面存档备份，存于）
97. ↑  . 豆瓣.   [2018-05-18].
98. ↑  Egan，DeMarco, Toussaint，Jason. . Paste. 2022-04-27  [2022-04-27]. （原始内容存档于2021-01-02）. （页面存档备份，存于）
99. ↑  Bill Desowitz, Ryan Lattanzio, Christian Zilko. . IndieWire.   [2022-05-04]. （原始内容存档于2022-07-25）. （页面存档备份，存于）
100. ↑  . 爛番茄. 2023-03-07  [2023-03-07]. （原始内容存档于2023-03-07）. （页面存档备份，存于）
101. ↑  . 東方日報. 2013-07-24  [2013-07-24]. （原始内容存档于2013-07-27）. （页面存档备份，存于）
102. ↑  . CinemaToday. 2013-07-23  [2013-08-10]. （原始内容存档于2013-08-19）. （页面存档备份，存于）
103. ↑  . 新浪. 2013-09-12  [2013-09-16]. （原始内容存档于2013-12-12）. （页面存档备份，存于）
104. ↑  . MTIME. 2013-10-05  [2013-10-06]. （原始内容存档于2013-10-09）. （页面存档备份，存于）
105. ↑  . 日本經濟新聞. 2013-07-25  [2013-08-10]. （原始内容存档于2013-08-01）. （页面存档备份，存于）
106. ↑  . 多倫多國際影展.   [2013-11-30]. （原始内容存档于2013-08-26）. （页面存档备份，存于）
107. ↑  . 聖賽巴斯提安國際影展.   [2013-12-08]. （原始内容存档于2013-12-12）. （页面存档备份，存于）
108. ↑  . 米爾谷國際影展. 2013-09-22  [2013-11-30]. （原始内容存档于2014-05-30）. （页面存档备份，存于）
109. ↑  . The Film Society of Lincoln Center. 2013-09-24  [2013-11-30]. （原始内容存档于2013-12-03）. （页面存档备份，存于）
110. ↑  . 印第安那影評人協會. 2013-11-19  [2013-12-22]. （原始内容存档于2013-12-16）. （页面存档备份，存于）
111. ↑  . 紐約影評人協會. 2013-12-03  [2013-12-08]. （原始内容存档于2013-12-07）. （页面存档备份，存于）
112. ↑  . 國家評論協會. 2013-12-04  [2013-12-08]. （原始内容存档于2014-04-17）. （页面存档备份，存于）
113. ↑  . 波士頓線上影評人協會. 2013-12-07  [2013-12-08]. （原始内容存档于2013-12-10）. （页面存档备份，存于）
114. ↑  . 波士頓影評人協會. 2013-12-08  [2013-12-08]. （原始内容存档于2013-12-06）. （页面存档备份，存于）
115. ↑  . 紐約線上影評人協會. 2013-12-08  [2013-12-10]. （原始内容存档于2017-02-03）. （页面存档备份，存于）
116. ↑  . 洛杉磯影評人協會. 2013-12-08  [2013-12-10]. （原始内容存档于2013-12-11）. （页面存档备份，存于）
117. ↑  . 聖路易影評人協會. 2013-12-09  [2013-12-22]. （原始内容存档于2013-12-12）. （页面存档备份，存于）
118. ↑  . 華盛頓特區影評人協會. 2013-12-09  [2013-12-10]. （原始内容存档于2016-01-18）. （页面存档备份，存于）
119. ↑  . 聖地牙哥影評人協會. 2013-12-11  [2013-12-14]. （原始内容存档于2014-05-27）. （页面存档备份，存于）
120. ↑  . 亞洲太平洋電影獎. 2013-12-12  [2013-12-12]. （原始内容存档于2013-12-16）. （页面存档备份，存于）
121. ↑  . 舊金山影評人協會. 2013-12-13  [2013-12-22]. （原始内容存档于2013-12-22）. （页面存档备份，存于）
122. 1 2 3 4 5  . 線上影評人協會. 2013-12-16  [2013-12-22]. （原始内容存档于2014-05-27）. （页面存档备份，存于）
123. 1 2  . 芝加哥影評人協會. 2013-12-16  [2013-12-22]. （原始内容存档于2016-04-22）. （页面存档备份，存于）
124. ↑  . 多倫多影評人協會. 2013-12-16  [2013-12-22]. （原始内容存档于2014-01-17）. （页面存档备份，存于）
125. ↑  . dallasvoice.com. 2013-12-16  [2013-12-22]. （原始内容存档于2013-12-17）. （页面存档备份，存于）
126. ↑  . HitFix. 2013-12-16  [2013-12-22]. （原始内容存档于2013-12-17）. （页面存档备份，存于）
127. ↑  . 鳳凰城影評人協會. 2013-12-17  [2013-12-22]. （原始内容存档于2013-12-30）. （页面存档备份，存于）
128. ↑  . 佛羅里達影評人協會. 2013-12-18  [2013-12-22]. （原始内容存档于2013-12-22）. （页面存档备份，存于）
129. ↑  . 拉斯維加斯影評人協會. 2013-12-18  [2013-12-22]. （原始内容存档于2013-12-26）. （页面存档备份，存于）
130. ↑  . 女性電影記者聯盟. 2013-12-19  [2013-12-22]. （原始内容存档于2013-12-24）. （页面存档备份，存于）
131. 1 2  . 吉卜力工作室. 2013-07-07  [2013-09-14]. （原始内容存档于2013-10-16）. （页面存档备份，存于）
132. ↑  . Amazon.co.jp.   [2013-10-29]. （原始内容存档于2021-09-02） （日语）. （页面存档备份，存于）
133. ↑  . 誠品網路書店.   [2014-01-13]. （原始内容存档于2014-01-13）. （页面存档备份，存于）
134. ↑  . Amazon.co.jp.   [2013-10-29]. （原始内容存档于2020-04-03） （日语）. （页面存档备份，存于）
135. 1 2   . : 13頁.
136. 1 2   . : 20頁.
137. ↑  . Goo Japan. 2013-10-21  [2013-11-30]. （原始内容存档于2013-12-02）. （页面存档备份，存于）
138. ↑   . : 50頁.
139. ↑   . : 65頁.
140. ↑   . : 269頁.